# Улица Татарстан (Казань)
Улица Татарстан (тат. Татарстан урамы) — единственный прямой и широкий  проспект в историческом центре города Казани; вместе с продолжающей её улицей Девятаева является главной магистралью в Казанский речной порт. Расположена в Вахитовском районе, исторических районах Старо-Татарская и Ново-Татарская слободы, между которыми является главным связующим звеном. Названа в честь республики, в столице которой находится.

## Современное состояние
Улица начинается, продолжая улицу Пушкина, у пересечения с улицами Марселя Салимжанова и Право-Булачной. Заканчивается, раздваиваясь на улицы Девятаева и Мазита Гафури. Пересекается с улицами Московская, Шигабутдина Марджани, Каюма Насыри, Габдуллы Тукая, Нариманова, Сары Садыковой и Шарифа Камала.
Общая протяжённость улицы составляет 1656 метров. На улице находятся дома с номерами: 1, 2, 3 к. 2, 5 к. 1, 7, 7А, 8, 9, 9А, 11, 13, 13А, 14 к. 59, 16, 18, 20, 20А, 22 к. 41, 40, 43, 43А, 45, 47, 47А, 47Б, 49, 49А, 49А к. 1, 51, 52, 52А, 53, 53А, 54, 55, 56, 58, 60, 62, 64, 66, 66А, 68, 70, 72.
В основном улица застроена домами постсоветской архитектуры, это многоэтажные жилые дома, общественные и учебные заведения, магазины, кафе и рестораны. Улица разделяет северную и центральную части Старо-Татарской слободы и в окончании является началом Ново-Татарской слободы.
В начале улица проходит по Булачному мосту, в конце улицы над ней расположен мост-путепровод южного городского железнодорожного хода.

## История
В то время как территория этой местности за городскими Ногайскими воротами была обжита как пригородные Старо-Татарская и Ново-Татарская слободы ещё после покорения города Иваном Грозным, особенно бурно она стала развиваться и перестраиваться как полноценная часть города в конце XVIII века после визита в Казань в 1767 году императрицы Екатерины II, которая лично посетила Старо-Татарскую слободу, въехав в неё по началу этой улицы. Екатерина II сняла все прежние ограничения строить каменные мечети и татарские общественные здания.
Нынешние улица Татарстан, а также улица Пушкина — более широкие, чем другие улицы центра Казани, т.к. в 1768 году по плану застройки города планировалось вырыть оборонительный ров с водой посередине улиц, но от этой идеи отказались, а по центру улицы Татарстан был устроен сквер.
В то время как осевой для Старо-Татарской слободы была и является нынешняя улица Габдуллы Тукая, нынешняя улица Татарстан стала «воротами» и «центром» Старо-Татарской слободы и «магистралью» в Ново-Татарскую слободу. В Забулачье, с одной стороны от улицы, возник Сенной базар на одноимённой площади, торговый центр слободы, а позже в 1849 году также появилась соборная Сенная мечеть (ныне мечеть Нурулла). В Закабанье, с другой стороны, располагались Отучевая и новая главная соборная мечеть Марджани и дома самых богатых купцов.
Также в 1769 году в самом начале нынешней улицы Татарстан (на месте современного д. 3/2) была построена Церковь Четырёх Евангелистов, улица была переименована в Евангелистовскую и называлась так до 1924 года. В 1876 году на Евангелистовской улице на перекрестке с Малой Мещанской (ныне улица Сары Садыковой) была построена Казаковская мечеть. Во второй половине XIX века в статусном доме № 14 расположились номера (гостиница) «Булгар», где жил и писал произведения поэт Габдулла Тукай.
В конце XIX века по улице проходило 2 маршрута (Центральной круговой и Екатерининской линий) сначала Казанской конки, а затем Казанского электрического трамвая, для которого на нынешнем месте театра имени Г. Камала была построена электростанция. Улица упоминается как очень важная в путеводителе 1896 года «Спутник по Казани» Николая Загоскина.
На татарском рынке (близ Сенной площади) всегда встретите вы группы татар или ведущих торговые сделки и разговоры, или праздно разгуливающих и сообщающих друг другу вести и новости. Каждый татарин на базаре и ярмарке всегда бывает оживлён, так как торговля — самое любезное его сердцу дело.Николай Загоскин
В советский период, а также частично после него, дома и здания, не имеющие архитектурно-исторической ценности, в слободе и на улице Татарстан были снесены, а их места застроены многоэтажными жилыми домами («сталинками», «хрущевками» и «брежневками»). Только в начале улицы сохранилось до настоящего времени несколько примечательных старых зданий.
23 сентября 1924 года улица была переименована в улицу Татарстан. В 1938 году была уничтожена Церковь четырёх Евангелистов, а позже на её месте к началу 1950-х гг. был построен статусный жилой дом-«сталинка». В 1940-х гг. деревянный Булачный мост (ранее — Татарский, Евангелистовский), по которому проходит начало улицы, был перестроен в каменный.
После сооружения к концу 1950-х гг. нового речного порта в 1960—1980-е гг. произведены самые масштабные работы по сносу старых и строительству новых жилых домов на улице и благоустройству её как парадной магистрали, по ней открылся ряд новых трамвайных, троллейбусных и автобусных маршрутов. Дальняя часть улицы сразу была устроена широким проспектом, переходящим в улицу Портовая (ныне Девятаева) к речному порту. Были обустроены скверы и парки — сквер Тинчурина, парк Молодожёнов, открыто здание центрального автовокзала. К 1969 году на улице был построен ансамбль самых первых в городе 9-этажных жилых зданий. К началу 1970-х гг. сквер по оси улицы в её начале был убран и улица стала проспектом на всём протяжении. В 1975 году была снесена Казаковская мечеть, на месте которой построен 9-этажный жилой дом. К началу 1980-х гг. на улице были построены одни из первых в городе (наряду с улицей Декабристов) 14-этажные жилые здания. В 1986 году была закончена постройка Татарского драматического театра им. Г. Камала, рядом с которым была обустроена новая площадь, где позже появился памятник Шурале. В 2005 году на улице напротив театра им. Г. Камала было построено масштабное полукруглое здание с колоннадой Татарского гуманитарно-педагогического университета (ТГГПУ, ранее КГПУ), который в настоящее время входит в структуру Казанского федерального университета как Институт филологии и межкультурной коммуникации, а рядом на площадке позже был установлен памятник композитору Салиху Сайдашеву. Также в середине 2000-х гг. пошедшее трещинами здание номеров «Булгар» было снесено, а на его месте построена реплика, наверху которой устроена стеклянная надстройка. В 2011 году трамвайное движение в начале улицы (до пересечения с улицей Г.Тукая) было ликвидировано.

## Объекты
- Площадь театра имени Камала
- Парк Тинчурина[7]
- Парк молодожёнов[8]
- Мечеть Нурулла
- Центральный автовокзал «Столичный»
- № 1 — Татарский государственный академический театр им. Г. Камала[9]
- № 2 — Институт филологии и межкультурной коммуникации Казанского федерального университета (бывший ТГГПУ)[10]
- № 8 — Дом Апанаевых (Восточный клуб), объект исторического наследия республиканского значения с 2018 года, в котором работала первая татарская профессиональная театральная труппа Сайяр[11]
- № 14/59 — ЖК «Татарстан»[12], реплика номеров «Булгар»
- № 20 — Казанский открытый университет талантов[13], ранее — заводоуправление Швейной фабрики[14]
- № 54 — жилой дом Казанского отделения ГЖД.[15]
- № 56 — жилой дом швейно-производственного объединения «Восток».[16]

## Транспорт
Маршруты автобусов: 1, 2, 5, 6, 10, 10а, 23, 30, 31, 35, 35а, 37, 47, 53, 54, 56, 63, 71, 72, 74, 91. Маршруты троллейбусов: 3, 5, 7. Маршруты трамваев: 1, 2 и (пересекающие) 3, 5, 5а. На перекрёстке улиц Татарстан и Г.Тукая ранее было полное пересечение трамвайных путей на все 6 возможных направлений, осталось 3 направления.
У центрального автовокзала «Столичный» в конце улицы планируется сооружение железнодорожной станции «Автовокзал» на южном городском ходу для пригородных электропоездов и городских электропоездов линии в аэропорт.

## Лица, связанные с улицей
- Азат Залялов (тат. Азат Җәлалов) — историк, доктор исторических наук (1977), профессор (1982), Заслуженный деятель науки РТ (1999). Автор научных трудов по истории коллективизации сельского хозяйства, комсомола.
- Айрат Ситдиков — археолог, специалист по Казанской и средневековой Поволжской археологии, директор Института археологии АН РТ (с 2014 года). Лауреат Государственной премии Республики Татарстан (в области техники и науки) (2008), Государственной премии Республики Татарстан имени Габдуллы Тукая (2016). Заслуженный работник культуры РТ (2014).
- Александр Калаганов — актёр театра, народный артист РТ (1995).
- Альфия Загидуллина — дирижёр (сопрано), педагог.
- Валентина Близнова — актриса, заслуженная артистка ТАССР (1957).
- Вафира Гизатуллина — певица, народная артистка ТАССР (1981), заслуженная артистка РСФСР (1988)[18].
- Виктор Аршинов — художник. Заслуженный деятель искусств Республики Татарстан (1993). Народный художник Татарстана (2005). Б. Урманче, лауреат Тукаевской (2008) премии. Член Союза художников СССР (1980).
- Виктор Игошкин — экономист, доктор экономических наук (1981), профессор (2000), заслуженный экономист ТССР (1991). Автор учебного пособия «Мировая экономика» (1998).
- Владимир Белицкий — архитектор, Заслуженный деятель искусств ТАССР (1991). По проектам Белицкого построены железнодорожный вокзал в г. Зеленодольске (1978), поликлиника и профилактория железнодорожников в г. Казани (1978), здание управления по контролю за оборотом наркотиков при Привокзальной площади Казани (1980-1997), мечеть «Хузаяфа» (1997) и другие здания[19].
- Галимҗан Ахунҗанов — языковед.
- Галина Ишкова — советская и российская актриса театра, народная артистка РСФСР.
- Геннадий Тарасов — заслуженный тренер РСФСР, тренер по фигурному катанию.
- Григорий Ройтфарб — советский украинский, российский, израильский тромбонист; педагог, профессор; заслуженный артист Татарской АССР (1980), народный артист Республики Татарстан(1987).
- Дания Нуруллина — драматическая актриса, артистка Татарского государственного академического театра им. Г. Камала (с 1966 года), народная артистка Татарстана (1991), заслуженная артистка РФ (2010), лауреатка премии «Тантана» (2015).
- Идеал Ишбуляков — певец (драматический тенор), заслуженный артист Татарской АССР (1960), народный артист Татарской АССР (1968), заслуженный артист РСФСР (1978).
- Илдус Габдрахманов — драматический артист, хореограф-репетитор, артист Татарского государственного академического театра им. Г. Камала. Заслуженный артист РТ (2003), народный артист РТ (2014). Лауреат премии "Тантана" (2013).
- Илдус Зиннуров — режиссёр, педагог, заслуженный деятель искусств РТ и РФ (1982, 2004).
- Эмиль Заляльдинов — татарский певец, заслуженный артист Татарской АССР (1969), народный артист Татарской АССР (1973), заслуженный артист РСФСР (1982).
- Камил Якупов — оперный певец (тенор-альтино).
- Лариса Башкирова — певица (лирико-колоратурное сопрано), народная артистка РТ (1995), заслуженная артистка РСФСР (1981).
- Лена Шакирҗанова — татарская поэтесса, лауреатка Государственной премии Республики Татарстан им. Г. Тукая (2011), народный поэт Татарстана (2016).
- Лия Загидуллина — актриса, телевизионный журналист, диктор, народная (1990) ТАССР и заслуженная артистка РФ (1997). С 1966 года в Казанской телевизионной студии: ведущий, автор передач[20].
- Мидхат Миншин — заслуженный работник культуры Татарстана и России, писатель и журналист[21].
- Михаил Боголюбов — театральный деятель, заслуженный работник культуры ТАССР и РФ (1968, 1991). Директор клуба Казанского авиационного завода (1945-1952), Татарской филармонии (1952-1961), ТАГТОиБ им. М.Джалиля (1961-1978) и Казанского цирка (1976-1993).
- Николай Дунаев — российский актёр и театральный педагог. Ведущий артист Татарского государственного академического театра имени Г. Камала.
- Пётр Бетев — советский театральный актёр, народный артист РСФСР.
- Празат Исанбет — режиссёр.
- Рауф Игламов (тат. Рәүф Игъламов) — театровед, Заслуженный деятель искусств ТСР (1991), лауреат премии Дамира Сиразиева (2002), преподаватель Казанской академии культуры и искусств, затем Казанского театральной училища. Автор публикаций, посвященных истории и проблемам развития татарского и других национальных театров, книг «Выдающийся драматург» (1987), «Искусство играющих кукол» (2004), «Испытание временем» (2007)[22].
- Рафкат Карами — татарский писатель, Заслуженный работник культуры Татарской АССР (1989), Заслуженный работник культуры Российской Федерации (2005).
- Рахиля Мифтахова — оперная певица, педагог, заслуженная артистка РСФСР (1981), народная артистка Республики Татарстан (1993).
- Ризван Хамид — татарский драматург, писатель[23].
- Римма Ибрагимова — российская татарская эстрадная певица, Заслуженная артистка Татарской АССР (1978 год), Народная артистка Татарской АССР (1984 год), лауреат Республиканской премии имени Мусы Джалиля (1984 год).
- Фоат Абубакеров — музыкант (скрипач), руководитель музыкального отдела Татарского государственного академического театра им. Г. Камала, дирижёр оркестра театра (с 1973 года). Заслуженный деятель искусств ТАССР (1986), народный артист Татарстана (1996). Лауреат премии «Тантана» (2018).
- Хайдар Бигичев — певец (драматический тенор), солист Татарского театра оперы и балета имени Мусы Джалиля, народный артист Татарской АССР (1980), заслуженный артист РСФСР (1986), лауреат Государственной премии Татарской АССР им. Г. Тукая (1984).
- Шамиль Бариев — популярный актёр театра и кино. Заслуженный артист Татарской АССР (1986). Лауреат республиканской Премии имени Мусы Джалиля (1988). Ведущий актёр Татарского государственного академического театра им. Г. Камала, театральный педагог, режиссёр, общественный деятель[24].
- Шамиль Закиров — татарский общественный деятель, заведующий Татарским государственным академическим театром им. Г. Камала, доцент Казанского государственного университета культуры и искусств, заслуженный работник культуры Татарстана и России.
- Юныс Сафиуллин — татарский драматург, артист, заслуженный деятель искусств Республики Татарстан (1996), член Союза писателей СССР[25].
- Юрий Борисенко — советский и российский оперный певец (бас), Заслуженный артист РСФСР (с 1984), Народный артист Республики Татарстан (с 1980), Народный артист Каракалпакской Республики (1980), солист Татарского академического государственного театра оперы и балета им. М. Джалиля (с 1973), профессор Казанской государственной консерватории им. Н. Г. Жиганова[26].

## Галерея
- Площадь Театра имени Камала
- Татарский театр имени Галиасгара Камала
- Мечеть Нурулла
- Дом, в котором работала первая татарская профессиональная театральная труппа Сайяр (Дом Апанаевых, Восточный клуб)
- Реплика номеров «Булгар», где жил поэт Габдулла Тукай (ЖК «Татарстан»)
- Институт филологии и межкультурной коммуникации Казанского федерального университета (бывший ТГГПУ)
- «Сталинка» на углу с улицей Марджани